# 조토촌 (오사카부)
조토촌(일본어: 城東村)은 일본 오사카부 히가시나리군에 설치되었던 촌이다. 현재의 오사카시 조토구의 일부와 주오구 일부에 해당한다.

## 역사
- 1889년 4월 1일 - 정촌제 시행에 따라 히가시나리군 기타신카이노쇼촌(北新開荘村)이 발족.
- 1916년 1월 1일 - 조토촌(城東村)으로 개칭.
- 1925년 4월 1일 - 오사카시에 편입되어, 히가시나리구의 일부가 됨. 조토촌은 폐지됨.
- 1932년 10월 1일 - 분구에 따라, 구 촌역이 아사히구의 일부가 됨.
- 1943년 4월 1일 - 분구에 따라, 구 촌역의 대부분이 조토구의 일부, 벤텐지마에 해당하는 조토선(현 오사카 순환선) 서쪽이 히가시구의 일부가 됨.

## 참고문헌
- 角川日本地名大辞典 27 大阪府